# Courtney W. Campbell

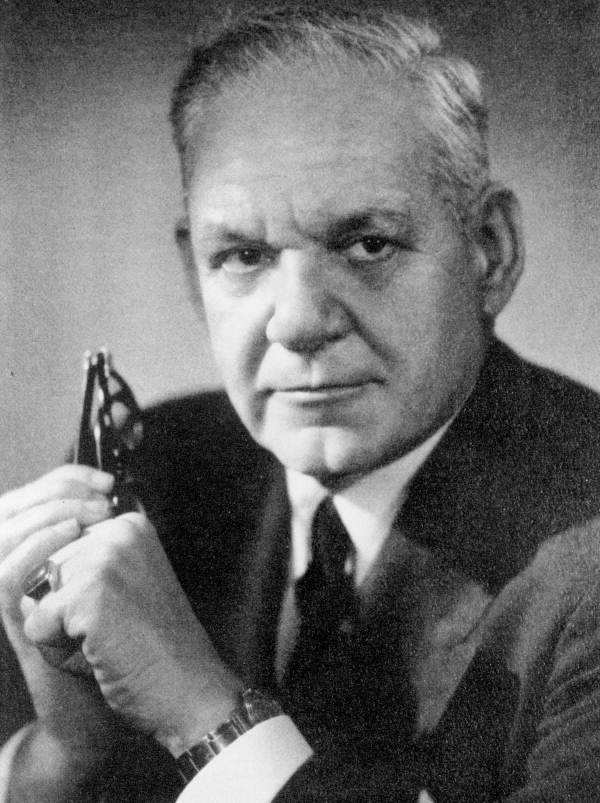
Courtney W. Campbell

Courtney Warren Campbell (* 29. April 1895 in Chillicothe, Livingston County, Missouri; † 22. Dezember 1971 in Dunedin, Florida) war ein US-amerikanischer Politiker. Zwischen 1953 und 1955 vertrat er den Bundesstaat Florida im US-Repräsentantenhaus.

## Werdegang
Courtney Campbell besuchte das Westminster College in Fulton und studierte danach an der University of Missouri in Columbia. Während des Ersten Weltkrieges war er Leutnant in der US Army. Nach einem anschließenden Jurastudium und seiner im Jahr 1924 erfolgten Zulassung als Rechtsanwalt begann er in Tampa (Florida) in diesem Beruf zu arbeiten. In seiner neuen Heimat war er außerdem Farmer. In der Landwirtschaft beschäftigte er sich vor allem mit dem Anbau von Zitrusfrüchten. Campbell fasste auch im Bankgewerbe und auf dem Sektor der Landentwicklung Fuß. Zwischenzeitlich war er auch stellvertretender Attorney General von Florida. Von 1942 bis 1947 gehörte er dem staatlichen Straßenbauausschuss an. Während des Zweiten Weltkrieges war er zwischen 1941 und 1946 Mitglied des Florida War Labor Relations Board, eines Ausschusses, der sich mit der Anpassung des Arbeitsmarktes an die Kriegsbedingungen befasste.
Politisch war Campbell Mitglied der Demokratischen Partei. Bei den Kongresswahlen des Jahres 1952 wurde er im ersten Wahlbezirk von Florida in das US-Repräsentantenhaus in Washington, D.C. gewählt, wo er am 3. Januar 1953 die Nachfolge von Chester B. McMullen antrat. Da er im Jahr 1954 dem Republikaner William C. Cramer unterlag, konnte er bis zum 3. Januar 1955 nur eine Legislaturperiode im Kongress absolvieren. Diese war von den Ereignissen des Kalten Krieges und der Bürgerrechtsbewegung bestimmt.
Nach seinem Ausscheiden aus dem US-Repräsentantenhaus zog sich Courtney Campbell aus der Politik zurück. Er kehrte nach Florida zurück, wo er in Clearwater lebte. Dort widmete er sich wieder seinen vielen privaten Geschäften. Er starb am 22. Dezember 1971 in Dunedin.